# Markus Hofmann (Priester)
Markus Hofmann (* 11. März 1968 in Porz am Rhein) ist ein römisch-katholischer Geistlicher und Mitglied des Kölner Domkapitels. Er war vom 1. Mai 2018 bis Ende Juni 2022 Generalvikar des Erzbischofs von Köln, Rainer Maria Woelki. Hofmann ist seit dem 1. März 2025 Bonner Stadtdechant.

## Leben
Markus Hofmann studierte nach seinem Abitur 1987 am Kölner Dreikönigsgymnasium als Priesterkandidat des Erzbistums Köln Theologie und Philosophie an der Rheinischen Friedrich-Wilhelms-Universität in Bonn und an der Päpstlichen Universität Santa Croce in Rom. 1994 empfing er die Diakonenweihe. Nach einer pastoralen Ausbildung am Priesterseminar Köln und Tätigkeit in den Kölner Pfarrgemeinden St. Georg und St. Remigius empfing er am 23. Juni 1995 im Kölner Dom von Erzbischof Joachim Kardinal Meisner die Priesterweihe. Von 1995 bis 1998 war er Kaplan an St. Franziskus Xaverius in Düsseldorf-Mörsenbroich.
Hofmann wurde 2003 an der Universität Augsburg im Fach Dogmatik mit seiner Dissertation Maria, die neue Eva zum Dr. theol. promoviert. Er wurde 2003 Direktor des Theologenkonvikts Collegium Albertinum in Bonn und 2009 zum Regens des erzbischöflichen Priesterseminars in Köln berufen. 2010 wurde er von Papst Benedikt XVI. zum Kaplan Seiner Heiligkeit (Monsignore) ernannt. Hofmann leitete das Priesterseminar bis April 2015, als er von Erzbischof Rainer Maria Woelki zum Bischofsvikar für die Ordensgemeinschaften und die internationale katholische Seelsorge im Erzbistum Köln, ein Amt, das er bis zur Ernennung zum Generalvikar innehatte, ernannt wurde. Seit September 2015 ist Hofmann Vorsitzender des Kölner Lourdesvereins. Er war außerdem langjähriger geistlicher Berater des Bundes Katholischer Unternehmer (BKU).
Bereits 2012 wurde Hofmann in der Nachfolge von Rainer Maria Woelki, der Erzbischof von Berlin geworden war, zum residierenden Domkapitular an der Hohen Domkirche zu Köln ernannt.
Im März 2018 berief Erzbischof Woelki Hofmann mit Wirkung zum 1. Mai 2018 zum Generalvikar des Erzbischofs von Köln, in der Nachfolge von Dominik Meiering.
Während einer „geistlichen Auszeit“ von Erzbischof Woelki vom 12. Oktober 2021 bis zum 1. März 2022 ruhte das Amt des Generalvikars. Der für diese Zeit vom Papst beauftragte Apostolische Administrator, Weihbischof Rolf Steinhäuser, ernannte Hofmann zum „Delegaten des Apostolischen Administrators“. Mit der Rückkehr des Erzbischofs am 2. März 2022 nahm Hofmann wieder seine Amtsgeschäfte als Generalvikar auf.
Am 1. April 2022 gab das Erzbistum bekannt, dass Hofmann dem Erzbischof seinen Rücktritt als Generalvikar angeboten habe. Kardinal Rainer Maria Woelki erklärte dazu, dass er den Rücktritt mit Wirkung zum Sommer 2022 annehmen und das Amt dann im Zuge eines „Systemwechsels“ in der Bistumsverwaltung und einer Neustrukturierung der Verwaltungsarbeit neu besetzen werde. Gleichzeitig teilte das Erzbistum in diesem Zusammenhang mit, dass bei einer Routineprüfung ein Vertrag ungewöhnlichen Inhalts im Stiftungsbereich des Erzbistums aufgefallen sei, der weiter geklärt werden müsse, da er „sowohl für das Erzbistum Köln als auch für die Stiftung eine erhebliche und langfristige wirtschaftliche Bindungswirkung entfaltet“. Gemeint war damit nach Erkenntnissen der Katholischen Nachrichten-Agentur die „Stiftung zur Förderung von Bildung, Wissenschaft und Forschung im Erzbistum Köln“, die unter Umgehung mancher kirchenrechtlicher Kontrollmechanismen die Trägerschaft der Kölner Hochschule für Katholische Theologie übernehmen und deren langfristige Finanzierung sichern sollte. Nachfolger Hofmanns als Generalvikar wurde zum 1. Juli 2022 Dompropst Guido Assmann.
Auch nach seinem Austausch behielt Hofmann einflussreiche Ämter im Erzbistum und war als Kuratoriumsvorsitzender des Katholisch-Sozialen Instituts in Siegburg im Sommer 2024 in den Streit um die Nachfolge des ausscheidenden Direktors Ralph Bergold verwickelt.
Im Februar 2025 wurde Hofmann zum Stadtdechanten in Bonn ernannt. Sein Amt hat er zum 1. März 2025 angetreten und ist damit zugleich Pfarrer der Kirchengemeinde St. Martin (Bonner Münster) und St. Petrus.
Hofmann gehört der Priestergesellschaft vom Heiligen Kreuz an, die mit dem Opus Dei verbunden ist.

## Schriften
- Maria, die neue Eva. Geschichtlicher Ursprung einer Typologie mit theologischem Potential. Pustet, Regensburg 2011, ISBN 978-3-7917-2294-8 (Dissertation).
- mit Klaus-Peter Vosen (Hrsg.): ...und es gibt sie doch! 30 weitere Priester in guter Erinnerung. fe-medien, Kißlegg 2017, ISBN 978-3-86357-197-9.